# Olympia Einkaufszentrum
El centro comercial Olympia-Einkaufszentrum (OEZ) o Olympia es un centro comercial abierto en 1972. Se encuentra ubicado en el distrito de Moosach de Munich, Alemania. El nombre proviene de la construcción simultánea de la sede adyacente de la prensa para los Juegos Olímpicos de verano en 1972. En 1993–94, el centro comercial fue ampliado y modernizado por los arquitectos de Munich Hans Baumgarten y Curt O. Schaller.

## Tiendas
El área de ventas del OEZ, que pertenece a la Gestión de Proyectos ECE, cubre 56,000 m². Hay alrededor de 135 tiendas repartidas en dos pisos, con tres grandes almacenes, varias cadenas de ropa importantes y muchas tiendas de comestibles, puntos de servicio, restaurantes y cafés.
Algunas de las empresas que están instaladas en este centro comercial son NANU-NANA, Dunkin Donuts, Deichmann, Müller, PUMA, Party Fiesta, Snipes, etc.

## Transporte
El centro comercial es atendido por la estación Olympia-Einkaufszentrum en el U-Bahn de Múnich en las líneas U1 y U3, y tiene 2,400 espacios de estacionamiento.

## Masacre de 2016
El 22 de julio de 2016, ocurrió un tiroteo. Diez personas, incluido el tirador, murieron y 21 resultaron heridas.